# Tie Your Mix Down: A Queen Tribute
Tie Your Mix Down: A Queen Tribute è un album di tributo ai Queen, comprendente cover di alcune delle più famose canzoni della band, caratterizzate da sonorità maggiormente elettro e dance rispetto ai brani originali.

## Tracce
1. Tie Your Mother Down (Die Krupps Remix) - 3:43 - May
2. Sheer Heart Attack (Chemical Whore Remix) - 3:42 - Mercury
3. Another One Bites the Dust (Meeks Remix) - 3:47 - Deacon
4. Keep Yourself Alive (Sigue Sigue Sputnik Remix) - 4:41 - May
5. Save Me (Interface Remix) - 4:11 - May
6. Get Down, Make Love (Die Krupps Remix) - 3:52 - Mercury
7. We Are the Champions (Rosetta Stone Remix) - 4:01 - Mercury
8. I Want It All (Julian Beeston Remix) - 4:50 - May
9. We Will Rock You (KMFDM Remix) - 4:58 - May
10. It's Late (Sheep on Drugs Remix) - 4:02 - May
11. One Vision (Spahn Ranch Remix) - 4:22 - Queen
12. Killer Queen (System Effect Remix) - 3:51 - Mercury